# Piechowice
Piechowice es una localidad y un municipio del distrito de Jelenia Góra, en el voivodato de Baja Silesia (Polonia). Está ubicada a unos diez kilómetros al suroeste de Jelenia Góra, la capital del distrito, y a unos cientocuatro al oeste de Breslavia, la capital del voivodato. En 2011, según la Oficina Central de Estadística polaca, cubría una superficie de 43,22 km² y tenía una población de 6489 habitantes.